# Magura (Magura Wątkowska)
Magura, zwana także od nazwy pasma Magurą Wątkowską (829 m n.p.m.) – szczyt w Beskidzie Niskim nad Bartnem, w paśmie Magury Wątkowskiej, niższy od sąsiednich wierzchołków. Na południowych i południowo-wschodnich zboczach Masywu Magury mają swe źródła potoki Świerzówka i Rzeszówka – lewobrzeżne dopływy Wisłoki. Natomiast na północnych stokach masywu ma swe źródła rzeczka Kłopotnica, również lewobrzeżny dopływ Wisłoki.
Szczyt w całości porośnięty lasami. Leży w granicach Magurskiego Parku Narodowego, w jego północnej części.
Pod szczytem skrzyżowanie szlaków, obelisk-pomnik Jana Pawła II oraz wiata.

## Piesze szlaki turystyczne
– znakowany czerwono Główny Szlak Beskidzki: Wołowiec – Bacówka PTTK w Bartnem – Magura – Świerzowa (801 m) – Kolanin (705 m)
 – zielony szlak Mały Ferdel (578 m) – Barwinok (670 m n.p.m.) – Wątkowa (846 m) – Magura – Folusz – Mrukowa.